# Георги Мънгов
Георги Димов Мънгов е български офицер, полковник.

## Биография
Роден е на 27 ноември 1898 година в Лясковец. През 1919 година завършва Военното училище в София. От 1927 г. служи в Пашмаклийската пехотна жандармерия. През 1929 г. е ротен командир в двадесет и втори пехотен тракийски полк, а от 1931 г. в осми пехотен приморски полк. През 1932 г. е назначен за адютант на 7-и пограничен сектор. Бил е началник на подучастък в 9-и пограничен участък (1935), командир на картечна рота в 23-ти пехотен шипченски полк (1936), командир на специална рота към 21-ви пехотен средногорски полк (1939). От 1942 година служи в 30-и пограничен участък. От 1944 г. служи в 30 полково военно окръжие. През 1945 година е назначен за командир на тридесет и втори пехотен загорски полк, с който участва във Втората световна война. От 1946 година е началник-щаб на пета дивизионна област, а на следващата година е назначен за заместник-командир на пета пехотна дунавска дивизия. От 1948 е заместник-командир на втора пехотна тракийска дивизия. Награждаван е с орден „За храброст“, IV степен, 1 клас и съветския орден „Александър Невски“. Полковник Георги Мънгов е дядо по майчина линия на българския шахматист Веселин Топалов.

## Военни звания
- Подпоручик (1919)
- Поручик (30 януари 1923)
- Капитан (15 юни 1928)
- Майор (6 май 1936)
- Подполковник (6 май 1940)
- Полковник (1 март 1945)